# Yuji Sugano
Yuji Sugano (菅野 裕二 Sugano Yūji?,  nacido el 14 de abril de 1961 en Aichi) es un exfutbolista japonés que se desempeñaba como centrocampista.
En 1988, Sugano jugó para la Selección de fútbol de Japón.

## Trayectoria

### Clubes
| Club                 | País  | Año         |
| -------------------- | ----- | ----------- |
| Nagoya Grampus Eight | Japón | ???? - 1992 |

### Selección nacional
| Selección | País  | Año  |
| --------- | ----- | ---- |
| Absoluta  | Japón | 1988 |

## Estadística de equipo nacional
| Selección de Japón | Selección de Japón | Selección de Japón |
| Año                | Part.              | Goles              |
| ------------------ | ------------------ | ------------------ |
| 1988               | 1                  | 0                  |
| Total              | 1                  | 0                  |